# Dola, Ohio
Dola är en ort i Hardin County i delstaten Ohio, USA.